# Opera
 Ovo je glavno značenje pojma Opera. Za druga značenja pogledajte Opera (razdvojba).
Opera se može definirati kao scenska drama u kojoj glavni glumci pjevaju većinu svoje uloge.
Smatra se jednim od najsloženijih oblika umjetnosti.
Kombinira pjevanje, glumu, orkestralnu glazbu, kostime, scenarij (libreto), a često i balet kao vrstu plesa.
Tradicionalna opera ima tri vrste pjevanja: recitativ, deklamaciju i ariju, tj. otpjevanu solo dionicu. Kratka pjevna dionica naziva se i arioso. Sve vrste pjevanja prate glazbeni instrumenti.
Pjevači i njihove uloge razvrstavaju se prema rasponu glasa. Muški pjevački glasovi su bas, basbariton, bariton, tenor i kontratenor, a ženski alt, mezzosopran i sopran.  Svaka od tih vrsta ima podvrste, npr. podvrste soprana su lirski, koloraturni, spinto i dramski sopran. Te podvrste pomažu kako bi pjevači dobili uloge koje najbolje odgovaraju boji i kakvoći njihova glasa.
Što je važnije u operi - riječi ili glazba? O tom se pitanju raspravlja još od 17. stoljeća. Vizualne umjetnosti kao što je slikarstvo koriste se kako bi stvorile scenski spektakl, koji se smatra važnim dijelom izvedbe. Osim toga, u operi se često koristi ples. Slavni je operni skladatelj Richard Wagner shvaćao operu kao Gesamtkunstwerk, kao svojevrsno "zbirno umjetničko djelo".

## Povijest

### Nastanak opere
Riječ opera izvorno znači "djela". Naime, to je množina latinske riječi opus (djelo), čime se željelo reći da opera objedinjuje umjetnosti solo pjevanja, zbornog pjevanja, deklamacije i plesa u scenskom spektaklu. Prvo djelo koje se smatra operom u današnjem općenitom smislu potječe iz 1597. godine. Bila je to Dafna (danas je izgubljena), a napisao ju je Jacopo Peri za elitni krug firentinskih humanističkih umjetnika koji su se okupljali u prostorijama "Camerata". Opera Dafna je htjela oživjeti klasičnu grčku tragediju, u okviru šireg buđenja antike koje je bilo vrlo važno za renesansu. Druga Perijeva opera, Euridika, iz 1600. godine, predstavlja prvu opernu partituru koja se sačuvala do naših dana. Izgovoren ili deklamiran dijalog uz svirku orkestra, što se u operi zove recitativ, jest temeljna osobina melodrame u njezinom izvornom smislu. Najpoznatiji primjer takve glazbe je Mendelssohnova glazba za San ivanjske noći. Nevidljivi orkestar koji je u melodrami 19. stoljeća naglašavao dramsku radnju danas se može prepoznati u filmskoj glazbi. Filmski spektakli s ozbiljnom glazbom izravno nasljeđuju tradiciju melodrame, a njihovi specijalni efekti mogu se smatrati nasljednicima i konkurentima oblika 'Grand Opera'. 
Među ranim elementima iz 16. stoljeća, koji se još nisu složili u prepoznatljivu operu, treba spomenuti dvorsku paradu zvanu maska. Novi elementi maske mogu se vidjeti u drami Oluja Williama Shakespearea  (oko 1611. godine). Glazbeno-dramski elementi mogu se vidjeti i u madrigalima iz 16. stoljeća, koji su se ulančavali kako bi se postigla dramska radnja. 
Ako se osvrnemo na još starija razdoblja, vidjet ćemo da se glazba koristila već u srednjovjekovnim misterijima. Sačuvalo se jedno glazbeno djelo koje je starije od Dafne, Filoteja, koje je na vjerski tekst skladao svećenik po imenu Silberman. Osim toga, glazba Hildegarde iz Bingena izvodila se na sceni u dramskom obliku.

### Baroknaopera
Opera se ubrzo proširila izvan okvira dvorske publike. Oko 1637. godine u Veneciji se pojavila ideja "operne sezone" (unutar karnevala), gdje su se opere izvodile javno uz naplatu ulaznica. Istaknuti operni skladatelji 17. stoljeća jesu Francesco Cavalli i Claudio Monteverdi, čiji je Orfej (1607.) najstarija opera koja se još uvijek izvodi. Monteverdijevo kasnije djelo Odisejev povratak (1640.) također se smatra vrlo važnom ranom operom. Te rane barokne opere miješale su komediju s elementima tragike, što je smetalo profinjenijim duhovima, pa je tako pokrenuta prva u velikom nizu opernih reforma. Vođa reforme je bio pjesnik Pietro Metastasio, čiji libreti su uveli oblik opera seria ("ozbiljna opera"), pun moraliziranja. Komedija je u baroknoj operi dobila svoju granu: opera buffa ("smiješna opera"), koja se razvijala zasebno, a djelomično se zasnivala na tradiciji commedia dell'arte. 
Talijanska opera je postavila standarde za barok. Talijanski libreti bili su standard, čak i za Nijemca Händela, koji je pisao za Engleze, ili Mozarta, koji je pisao u Beču krajem 18. stoljeća.

### Bel canto
Doba koje nazivamo bel canto (tal. lijepo pjevanje) najbolje predstavljaju opere Rossinija, Bellinija, i Donizettija

### Francuska opera
Nasuprot operama uvezenima iz Italije, razvila se zasebna francuska tradicija, gdje se pjevalo na francuskom. Zasnovao ju je jedan Talijan, Jean-Baptiste Lully, koji je utemeljio francusku glazbenu akademiju i vladao francuskom operom od 1672. godine nadalje. Lullyjeve uvertire, tečni i uredni recitativi, plesni intermeci, divertismani i orkestralni pasaži između scena postavili su shemu koju je promijenio tek Christoph Willibald Gluck gotovo sto godina kasnije. Tekst je bio jednako važan kao i glazba: komplicirane alegorije služile su za laskanje kralju, a završetak je gotovo uvijek bio sretan. Opera je u Francuskoj zatim uključila i baletne dijelove, kao i razrađenu scensku mašineriju.
Francuska barokna opera, koju je razradio Rameau, dobila je jednostavniji oblik zbog reforme koju je sproveo Gluck (Alkestida i Orfej) krajem 1760-ih godina. Francuska je opera bila pod utjecajem škole bel canto, koju su zastupali Rossini i drugi Talijani.

### Opera buffo i opéra comique
Opera buffo ili komična opera nastala je iz talijanske međuigre (intermezzo), kakva je bila i danas izvođena Pergolesijeva La serva padrona (Služavka gospodarica).
Francuska opera s govorenim dijalogom naziva se opéra comique (komična opera) bez obzira na temu (najizvođenija među njima, Bizetova Carmen, izrazito je tragična). Iz laganije vrste opére comique razvijena je opereta. Opereta i vodvilj su prethodnice mjuzikla, koji je dosegao vrhunac popularnosti u New Yorku.

### Romantična opera i 'Grand Opéra'
Giuseppe Verdi je glavni predstavnik romantične opere, a općenito se smatra i najvećim opernim skladateljem svih vremena. 
Elementi francuskog oblika Grand Opéra pojavili su se prvi put u Rossinijevoj operi Guillaume Tell (1829.) i Meyerbeerovoj operi Robert le Diable (1831.).

### Glazbena drama iGesamtkunstwerk
Glazbena drama (njem. Musikdrama, tl. dramma musicale) objedinjuje kazališnu dramu i glazbu u jedinstven koncept, koji je prvi zastupao Theodor Mundt 1833. Romantičnu operu su u glazbenu dramu paralelno i neovisno jedan od drugoga razvili Giuseppe Verdi (počev od Macbetha), Richard Wagner (počevši od Tannhäusera), te Modest Musorgskij. Wagner je prihvatio koncept umjetničkog djela kao jedinstvene autorske cjeline (njem. Gesamtkunstwerk) estetičara Karla Trahnodorfa te je svoja kasnija djela stvarao istodobno kao pjesnik, dramaturg i skladatelj.

### Njemačka opera
Mozartov singspiel Čarobna frula (1791.), napisan na njemačkom, uveo je tradiciju njemačke opere, koju su u 19. stoljeću razvili Beethoven, Weber, Heinrich Marschner i Wagner.
Wagner je stvorio stil u kojem se recitativ i arija miješaju uz stalnu pratnju orkestra. Wagner je također obilno koristio lajtmotive (iako ih je prvi koristio Weber), koji povezuju određenu melodiju s određenim likom ili pojmom tijekom cijele opere.

### Ostale nacionalne opere
Španjolska je stvorila svoj oblik opere, nazvan zarzuela. Počevši od Glinke, ruski su skladatelji Musorgski, Rubinstein, Čajkovski i Rimski-Korsakov napisali više značajnih i danas često izvođenih opera. U Hrvatskoj su opere skladali Vatroslav Lisinski, Ivan Zajc, Blagoje Bersa, Josip Hatze, Ivan Brkanović, Jakov Gotovac, Krešimir Baranović, Ivana Lang, Igor Kuljerić i Frano Parać. Srpski skladatelj Stevan Hristić svoju je jedinu operu Suton napisao prema djelu hrvatskoga pisca Iva Vojnovića, a osim njega opere su skladali i Isidor Bajić, Stanislav Binički, Petar Konjović, Svetomir Nastasijević i Petar Stojanović. 

### Nakon Wagnera: verizam i modernizam
Nakon Wagnera, opera je krenula raznim putevima. Jedna reakcija kratkog vijeka bila je sentimentalna "realistična" melodrama verizma. Tu možemo spomenuti veliko ime, Giacomo Puccini s operama Manon Lescaut, La Boheme Tosca, Madama Butterfly, Turandot i dr. Druga reakcija na Wagnerov mitski srednji vijek jest psihološka snaga i socijalna analiza Richarda Straussa. 
Tijekom 20. i 21. stoljeća, iako je po čitavom svijetu opera postala popularnija nego ikad, moderne opere koje su ušle u kanon mogu se nabrojiti na prste, a među njih spadaju: Wozzeck (Berg), Život razvratnika (Stravinski), Peter Grimes (Britten) i Razgovori karmelićanki (Poulenc).